# 10 de desembre
El 10 de desembre és el tres-cents quaranta-quatrè dia de l'any del calendari gregorià i el tres-cents quaranta-cinquè en els anys de traspàs. Queden 21 dies per finalitzar l'any.

## Esdeveniments
Països Catalans
- 1123 - Sant Ramon, bisbe de Roda, consagra l'església de Sant Climent de Taüll, a la Vall de Boí, Patrimoni de la Humanitat.[1]
- 1348 - el rei Pere IV d'Aragó i comte de Barcelona, venç per les armes a la Unió de València.
- 1640 - el coll de Balaguer (Vandellòs i l'Hospitalet de l'Infant, el Baix Camp): els terços castellans hi derroten els resistents catalans (batalla del Coll de Balaguer, guerra dels Segadors).
- 1809 - Girona: després d'un setge de set mesos, la ciutat es rendeix als francesos (guerra del Francès).
- 1933 - Girona: Ràdio Associació de Catalunya (RAC) inaugura EAJ-38 Ràdio Girona, la primera de les emissores de la xarxa.[2]
- 1948 - Barcelona: es publica la primera historieta de Doña Urraca de Jorge, al número 77 de Pulgarcito de l'Editorial Bruguera.
- 2007 - El Departament dels Pirineus Orientals hi oficialitza el català.

Resta del món
- 1710 - Villaviciosa de Tajuña (Província de Guadalajara): tot i que hi va haver un empat tècnic en la batalla de Villaviciosa de Tajuña, aquesta va resultar una victòria estratègica de l'exèrcit borbònic a la Guerra de Successió Espanyola.
- 1848 - Lluís Napoleó fou escollit President de la República francesa,amb el 75% dels sufragis.[3]
- 1898 - Cuba s'independitza d'Espanya tot i que resta sota control dels Estats Units que la reconeixeran definitivament el 20 de maig de 1902.
- 1902 - Assuan, Egipte: s'inaugura la presa baixa d'Assuan.[4]
- 1948 - Palau de Chaillot (París): l'ONU proclama la Declaració Universal dels Drets Humans.[5]
- 2020 - El Marroc normalitza les relacions diplomàtiques amb Israel, a canvi del reconeixement dels Estats Units de la sobirania del Marroc sobre el Sàhara Occidental.[6]

## Naixements
Països Catalans
- 1868 - Borriana, Plana Baixa: Vicente Cantos Figuerola, advocat i polític valencià, Ministre de Justícia, 1934-1935) durant la Segona República Espanyola (m. 1943).
- 1887 - Barcelona: Josep Maria Junoy, periodista, poeta i dibuixant català.
- 1917 - Barcelona: Carme Soriano i Tresserra, nedadora catalana, molt popular als anys trenta.[7]
- 1926 - Santanyí, Mallorca: Blai Bonet i Rigo, poeta i escriptor mallorquí.
- 1941 - Barcelona: Josep Maria Jofresa Puig, va ser un jugador de bàsquet català.
- 1947 - El Masnou: Isabel Mestres Núñez, actriu catalana.[8]
- 1949 - Benavent de Segrià: Concepció Tarruella, política catalana, ha estat diputada al Parlament de Catalunya i al Congrés dels Diputats.
- 1966 - Barcelona: Gemma Calvet, jurista, analista política, ha estat diputada al Parlament de Catalunya en la X Legislatura.
- 1980 - Vila-real, Plana Baixa: Paula Bonet, escriptora, il·lustradora i pintora valenciana establerta a Barcelona.[9]

Resta del món
- 1815 - Londres: Ada Lovelace, matemàtica anglesa, primera programadora en la història dels computadors (m. 1852).[10]
- 1822 - Lieja, Regne Unit dels Països Baixos: César Franck, músic belga, naturalitzat francès (m. 1890).[11]
- 1824 - Christiania (Noruega): Aasta Hansteen, pintora, escriptora i feminista noruega.[12]
- 1830 - Amherst (Massachusetts): Emily Dickinson, poetessa nord-americana (m. 1886).[13]
- 1845 - Alexandria: Abd Allah Nadim, periodista, escriptor, assagista i poeta egipci.
- 1866 - Ieper, Bèlgicaː Louise de Hem, pintora belga (m. 1922).[14]
- 1867 - Rodalquilar (Almería, Espanya): Carmen de Burgos, escriptora, periodista i feminista espanyola (m. 1932).[15]
- 1870 - Gant, Bèlgica: Pierre Louÿs, escriptor francès (m. 1925).[16]
- 1883 - Pamplona: Carmen Baroja, escriptora i etnòloga espanyola (m. 1950).[17]
- 1884 - Neskutxnoie, Zinaïda Serebriakova, pintora russa.
- 1886 - Regne Unit: Victor McLaglen, actor britànic i estatunidenc.
- 1891 - Berlín, Alemanya: Nelly Sachs, escriptora alemanya, Premi Nobel de Literatura de l'any 1966 (m. 1970).[18]
- 1902 - L'Havana: Dulce María Loynaz, poeta cubana (m. 1997).[19]
- 1908 - Avinyó, França: Olivier Messiaen, compositor, organista i ornitòleg francès (m. 1992).[20]
- 1912 - Nova Orleans, Louisiana: Irving Fazola, clarinetista i saxofonista estatunidenc.
- 1914 - Nova Orleans: Dorothy Lamour, actriu estatunidenca (m. 1996).[21]
- 1919 - Civitanova Marche (Itàlia): Sesto Bruscantini, baix baríton italià (m. 2003).
- 1920 - Txetxelnik (Ucraïna): Clarice Lispector, escriptora brasilera en portuguès, una de les més rellevants del segle xx (m. 1977).[22]
- 1923 - Madrid, Espanya: Jorge Semprún Maura fou un escriptor, polític i guionista cinematogràfic espanyol.
- 1928 - Toronto: Michael Snow, artista canadenc, considerat el pioner del videoart (m. 2023).
- 1934 - Filadèlfia, Pennsilvània, EUA: Howard Martin Temin, biòleg nord-americà, Premi Nobel de Medicina o Fisiologia de l'any 1975 (m. 1994).
- 1944 - Lima: Agustín Mantilla, economista, sociòleg i polític peruà.
- 1957 - Rosario, Argentina: Claudio Lluán, compositor i contrabaix argentí.
- 1958 - 
  - Lima: Ronald Alex Gamarra Herrera, advocat, professor i polític.
  - Dorsten (Westfalia, Alemanya): Cornelia Funke, escriptora alemanya de literatura infantil i juvenil.
- 1961 - Lukla, Nepal: Pasang Lhamu Sherpa, primera alpinista nepalesa a pujar a l'Everest.[23]
- 1985 - Vietnam: Lê Công Vinh, futbolista.
- 1990 - Chiba, Japó: Shoyo Tomizawa, pilot de motociclisme japonès.

## Necrològiques
Països Catalans
- 1910 - Vinaròs, Baix Maestrat: Manuel Sales i Ferré, filòsof, historiador i publicista (n. 1843).

- 1932 - Vic (Osona): Martí Genís i Aguilar, escriptor català (n. 1847).[24]

- 1936 - Vallés, Costera: Gonçal Vinyes i Massip, sacerdot, poeta i escriptor valencià.
- 1966 - Sabadell: Patrocini Agulló i Soler, activa defensora dels més necessitats.[25]
- 1981 - Sabadell: Pau Abad i Piera, inventor i industrial, pioner de l'enginyeria electrònica a Catalunya.
- 2000 - Viladecansː Maria Bernades Guardiola, llevadora targarina que treballà a Viladecans.[26]
- 2008 - Premià de Mar, Maresme: Robert Segura Mongé, guionista i dibuixant de còmics català.
- 2015 - Barcelona, Pepita Llunell, compositora, cantant i actriu catalana.

Resta del món
- 1198 - Marràqueix, Califat Abbàssida: Averroes, filòsof andalusí.
- 1810 - Praga: Maria Theresia Ahlefeldt, escriptora, pianista i compositora alemanya naturalitzada danesa coneguda per ser la primera compositora de Dinamarca (n. 1755).[27]
- 1875 - Jinkō-in, Japó: Ōtagaki Rengetsu, monja budista japonesa, poeta, ceramista, pintora i experta cal·lígrafa.[28]
- 1896 - San Remo, Regne d'Itàlia: Alfred Nobel, químic, inventor de la dinamita. Donà tota la seva fortuna per a instituir els Premis Nobel.
- 1936 - Roma (Itàlia): Luigi Pirandello, dramaturg italià, Premi Nobel de Literatura de 1934 (n. 1867).[29]
- 1941 - Múnic: Albert Döderlein, ginecòleg alemany.
- 1944 - Brussel·les: Paul Otlet, creador de la ciència de la documentació i de la Classificació Decimal Universal (n. 1868).
- 1967 - Madison (Wisconsin): Otis Redding, músic nord-americà (n. 1941).[30]
- 1977 - costa argentina (desapareguda)ː Azucena Villaflor, activista argentina, una de les fundadores de l'associació de les Madres de Plaza de Mayo.[31]
- 1992 - Buenos Aires, Argentina: Celia Gámez, cantant i actriu argentina (n. 1905).[32]
- 1993 - Madrid: Victorina Durán, escenògrafa i figurinista espanyola, pintora (n. 1899).[33]
- 1998 - Buenos Aires, Argentina: Berta Singerman, cantant i actriu argentina (n. 1901).[34]
- 2006 - Santiago de Xile, Xile: Augusto Pinochet, militar i dictador xilè.[5]
- 2012 - Burgdorf, Berna: Lisa della Casa, soprano suïssa (n. 1919).[35]

## Festes i commemoracions
- Dia internacional dels Drets Humans
- Al voltant del 10 de desembre, dia en què es va firmar la Declaració Universal dels Drets Humans, es concedeix el Premi Sàkharov.
- Mare de Déu de Loreto;
- Santa Eulàlia de Mèrida, verge i màrtir;
- Santa Júlia de Mèrida, verge i màrtir;
- Santa Maur màrtir;
- Papa Gregori III;
- Florenci de Carrecedo, abat;
- beat Gonçal Viñes Masip, màrtir;
- servent de Déu Jacint Alegre i Pujals, jesuïta.